# Liste der Fluggesellschaften in Guyana
Dies ist eine Liste der Fluggesellschaften in Guyana, die bei der IATA oder ICAO registriert wurden.

## Aktuelle Fluggesellschaften

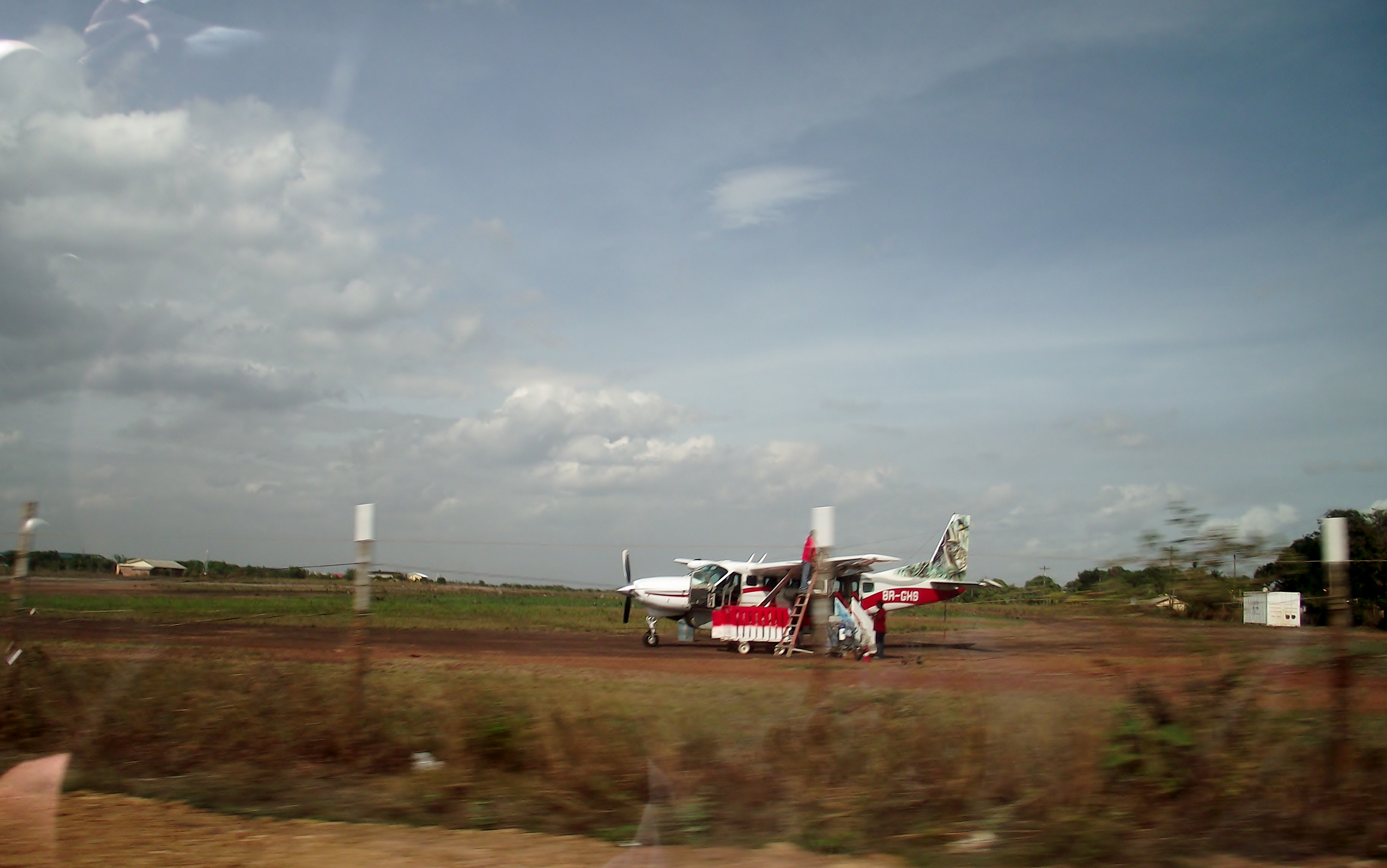
Trans Guyan Airways

- Air Guyana (seit 1999)
- Air Services (seit 1963)
- AirSWIFT  (seit 2015)
- Guyana Airways (seit 2018)[1]
- Laparkan Airlines (seit 1995)
- Roraima Airways (seit 1992)
- Trans Guyana Airways (seit 1956)

## Ehemalige Fluggesellschaften

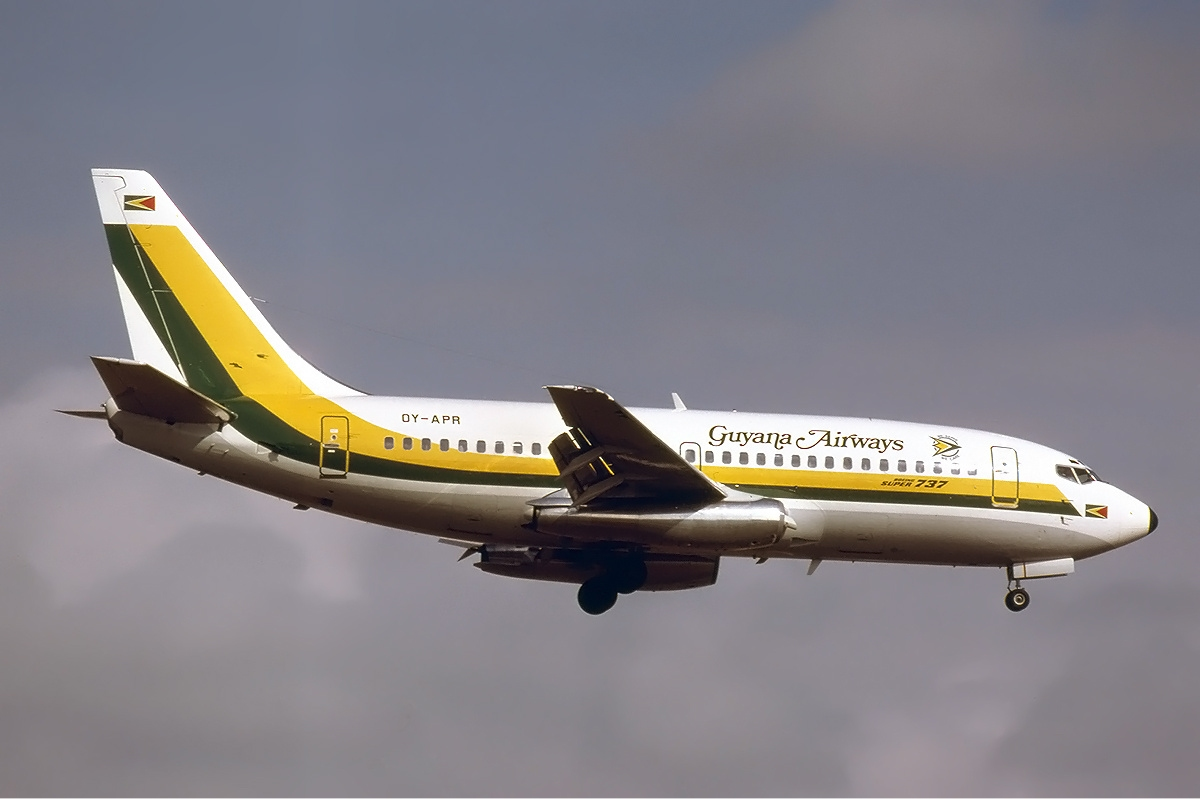
Guyana Airways

- EZjet Air Services (2011–2012)
- Golden Arrow Airways (2014)
- Guyana Air 2000 (1999–2001) < Guyana Airways (1963–1999) < British Guiana Airways (1939–1963)
- Jags Aviation (2006–2016)
- Universal Airlines (2001–2005)
- Guyana Airways (1939–2001)